# Lha (Gottheit)
Lha (in der Literatur des 18. und 19. Jahrhunderts auch Lahen genannt) sind in der Mythologie des Bön eine Klasse göttlicher Wesen, die vorzugsweise in der himmlischen Welt Lhayül leben.
Die Lha sind den Menschen gegenüber freundlich gesinnt, bestrafen sie jedoch bei Gebotsmissachtungen oder falsch durchgeführten Ritualen. Die wichtigsten Lha sind die sogenannten „Vier Großen Seligen“, die als ewig während gedacht sind und jeweils einer Himmelsrichtung zugeordnet werden. An ihrer Spitze steht die Urmutter Satrig Ersang, die meist in der Erscheinungsform der liebenden Mutter Chamma erscheint und als Göttin der Weisheit gilt. Die ihr zugeordnete Himmelsrichtung ist der Osten, in bildlichen Darstellungen ist ihr Thron von Löwen umgeben. Die erste männliche Gottheit ist Shenlha Wökar, der ebenfalls als Weisheitsgott gilt und dem Norden zugeordnet wird. Sein Thron wird von zwei Elefanten getragen. Sango Bumtri ist der Schöpfer des Universums, Lenker des bestehenden Weltzeitalters und Herr über alle Lebewesen, der deshalb in besonderem Maße verehrt wird. Seine Himmelsrichtung ist der Westen, sein Thron wird von zwei Khyung-Vögeln gestützt. Als vergöttlichter Lehrer des aktuellen Zeitalters gilt Tönpa Shenrab, der sein Wissen von Shenlha Wökar empfangen haben soll. Ihm wird der Süden zugeordnet.